# إلي ريد
إلي ريد (بالإنجليزية: Elli Reed) هي لاعبة كرة قدم أمريكية، ولدت في 10 أغسطس 1989 في مدينة سولت ليك في الولايات المتحدة. شاركت مع منتخب الولايات المتحدة تحت 17 سنة للسيدات لكرة القدم ‏. أما مع النوادي، فقد لعبت مع بوسطن بريكرز وسياتل رين.

## وصلات خارجية
- إلي ريد على موقع الاتحاد الدولي (مؤرشف)  (الإنجليزية)
- إلي ريد على موقع Soccerway.com (الإنجليزية)
- إلي ريد على موقع عالم كرة القدم.نت (الإنجليزية)